# Jahodník obecný
Jahodník obecný (Fragaria vesca) obecně známý též jako lesní jahoda, je trvalá, 5–20 cm vysoká rostlina z čeledi růžovitých. Roste planě na osluněných stanovištích v lesích a hájích, na lesních pasekách, na loukách i na mezích. Vzhledem se mu podobá o něco drobnější jahodník trávnice (Fragaria viridis). Vlhčí místa porůstá jahodník truskavec (Fragaria moschata) s jahodami červenými pouze na osluněné straně.
Jahodník kvete od května po celé léto, přičemž jeho nepravé plody, přesněji souplodí, zvané jahody po celou dobu průběžně dozrávají.

## Popis

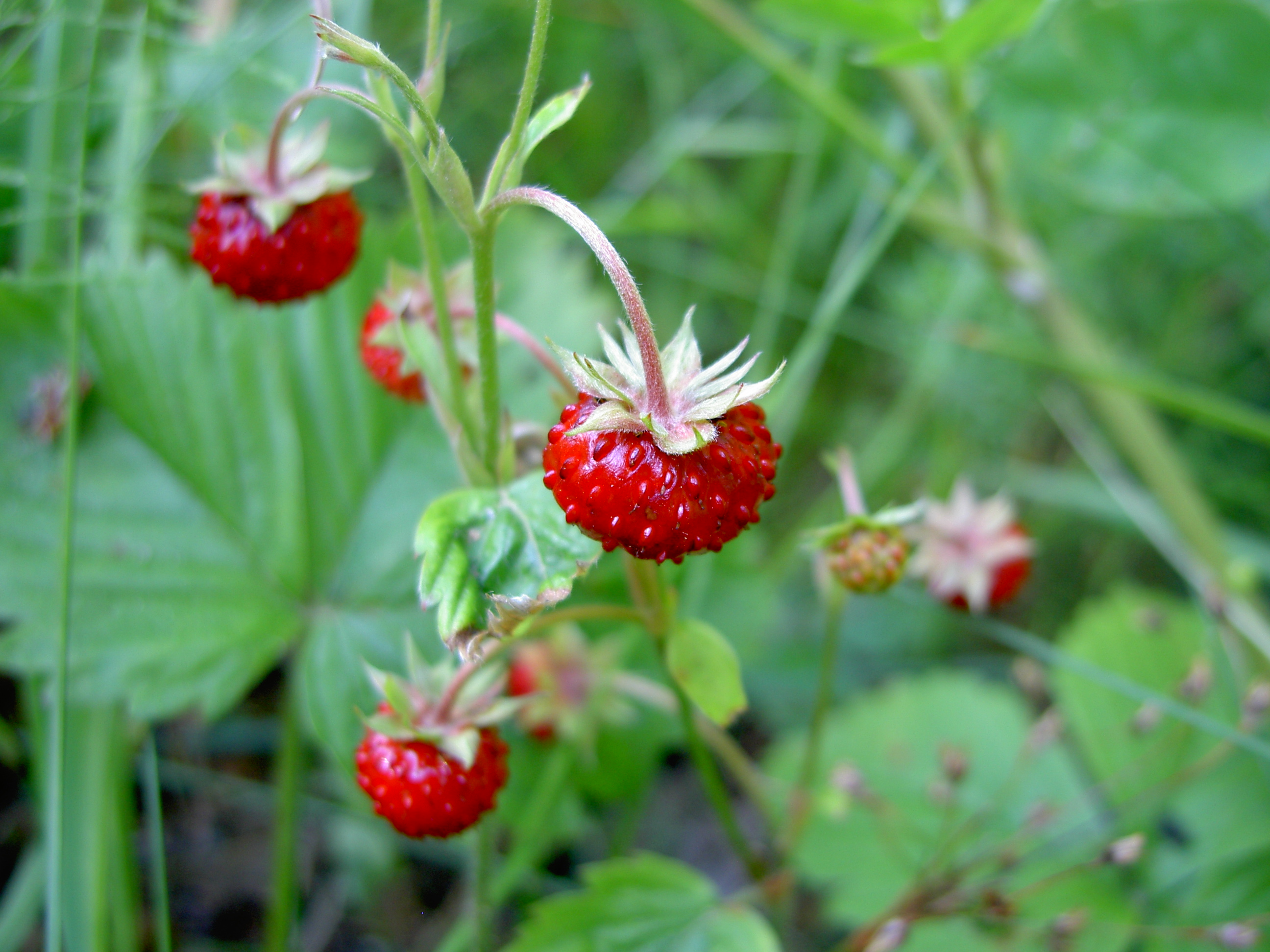
Jahodník obecný s plody

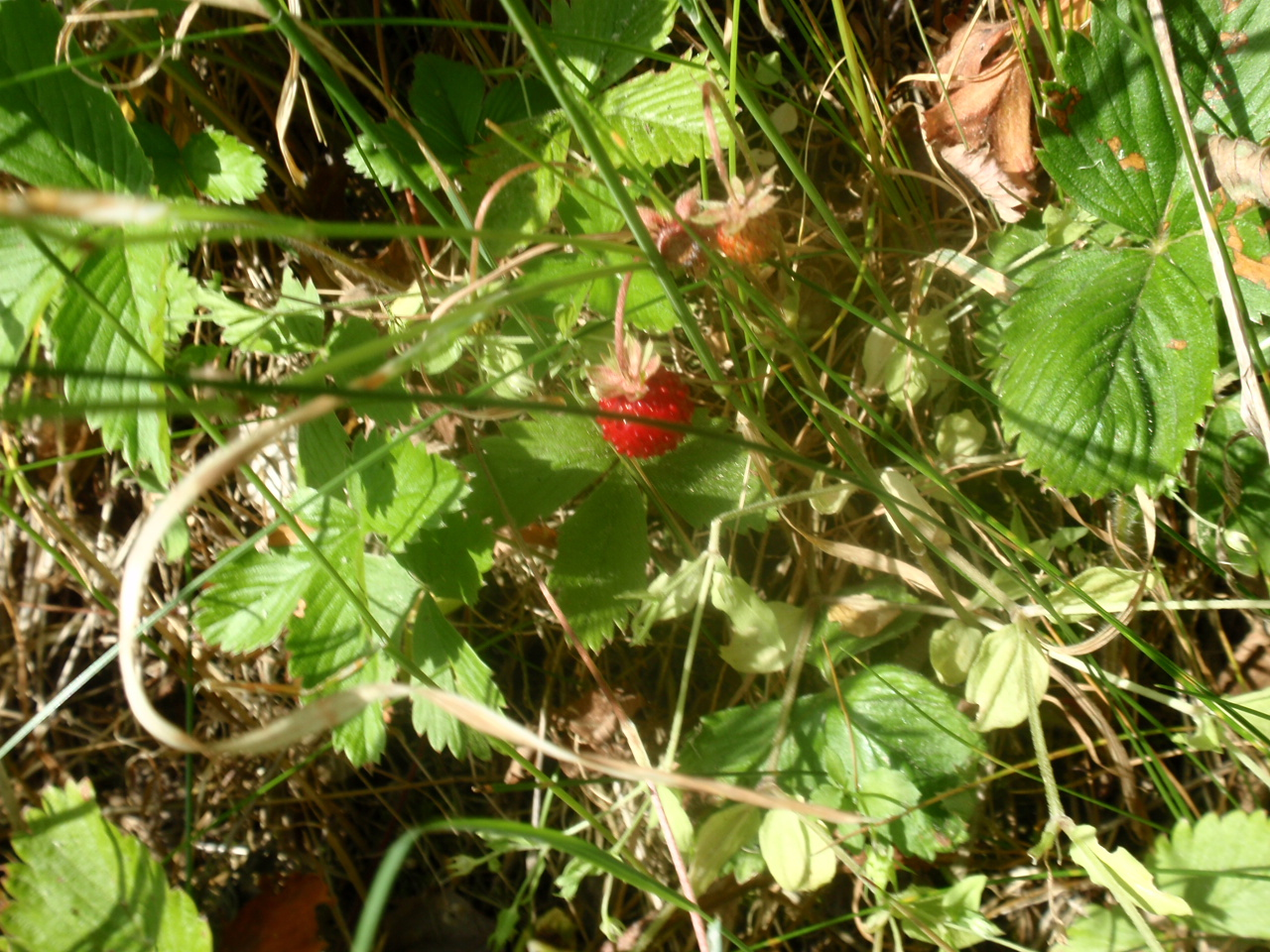
Jahodník obecný

Jahodník je vytrvalá bylina, rozmnožuje se vegetativně přízemními šlahouny, které vyrůstají z úžlabí řapíkatých trojčetných listů složených z vejčitých pilovitých lístků. Šlahouny pak na mnoha místech zakořeňují, čímž vznikají nové, samostatné rostliny. Mateřská rostlina živí šlahounem novou rostlinu tak dlouho dokud se rostlina neuchytí, pak šlahoun uschne a rostlina se živí jako samostatný jedinec. Právě proto se jahodník velmi rychle rozrůstá do ucelených porostů. Obvykle oboupohlavné bílé květy mají pětičetný kalich s pěti korunními lístky a jsou uspořádány v řídkých vrcholičnatých květenstvích. Každý květ má větší počet přisedlých semeníků a mnoho tyčinek. Semeníky po opylení dozrávají v plody – nažky. Současně se zvětšuje květní lůžko, jež v době zrání dužnatí a červená. Vzniká tak souplodí nažek zapuštěných do povrchu červeně zbarvené dužniny neboli jahoda, jež bývá nesprávně označována jako plod.

## Léčivé účinky
Pro léčebné účely se sbírají mladé listy nebo kořen a zralé plody. Připravuje se z nich čaj, který pomáhá při látkové výměně, při katarech žaludku a střev, při zánětech močových cest a hemoroidech.

## Včelařství
Jahodník je pro včely spíše pylonosnou rostlinou. Dělnice jej odnášejí ve žlutých pylových rouskách. Nektarium květu jahodníku vyprodukuje za 24 hodin 0,34 mg nektaru s cukernatostí 45 %. Cukerná hodnota, tedy množství cukru vyprodukovaného v květu za 24 hodin, je 0,15 mg. Opylováním včelami se zvyšují výnosy jahod a jejích dozrávání je pravidelnější. Druhové medy jahodníku nejsou známé.